# Bistum Chiclayo
Das Bistum Chiclayo (lat. Dioecesis Chiclayensis) ist ein im Norden Perus gelegenes römisch-katholisches Bistum mit Sitz in Chiclayo.
Das Bistum Chiclayo wurde am 17. Dezember 1956 durch Papst Pius XII. aus Gebietsabtretungen des Erzbistums Trujillo und des Bistums Cajamarca errichtet. Es ist dem Erzbistum Piura als Suffraganbistum unterstellt.
Das Bistum umfasst das Gebiet der Region Lambayeque sowie die Provinz Santa Cruz der Region Cajamarca.

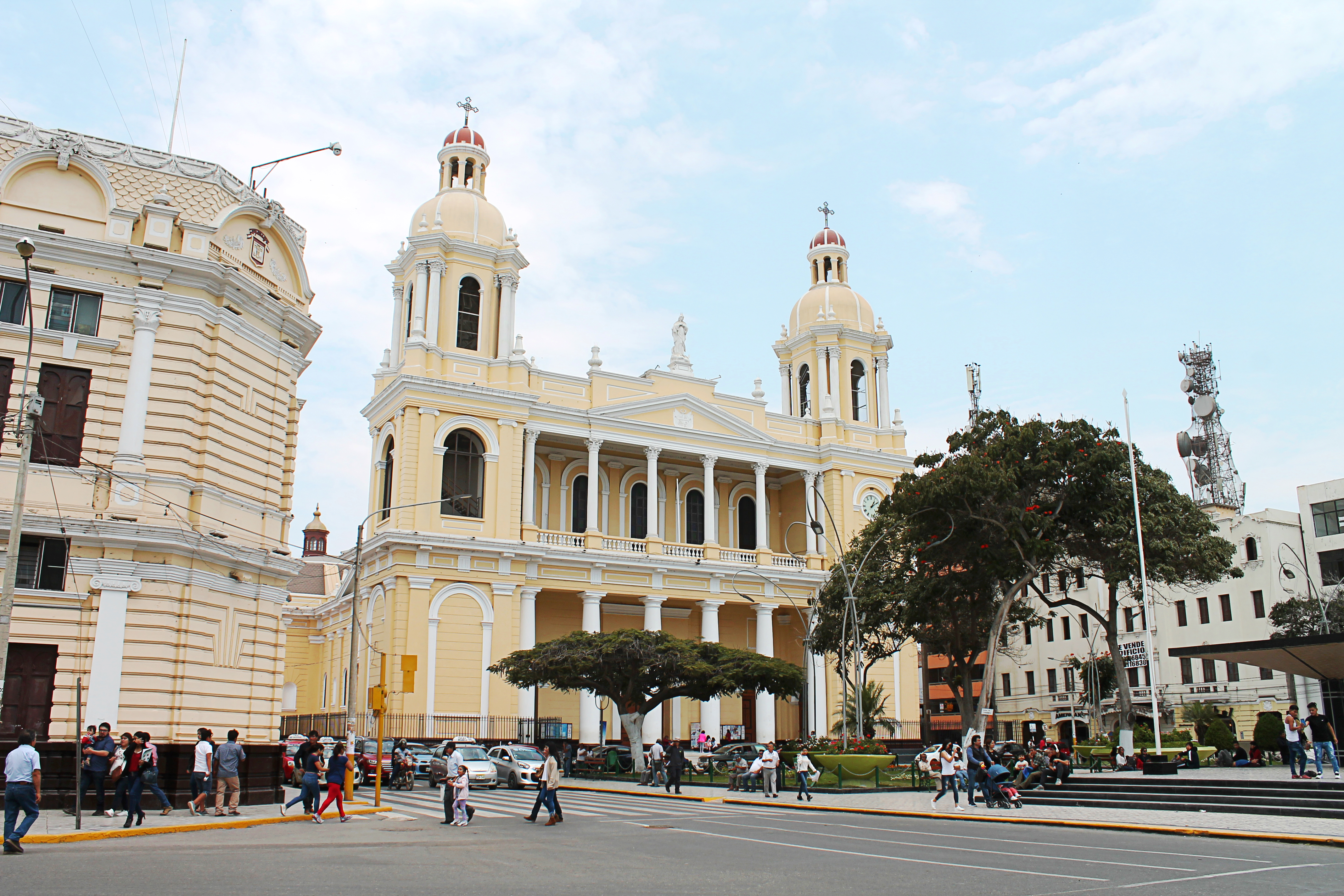
Kathedrale Santa María in Chiclayo

## Bischöfe von Chiclayo
- Daniel Figueroa Villón, 17. Dezember 1956 – 30. Januar 1967
- Ignacio María de Orbegozo y Goicoechea, 26. April 1968 – 4. Mai 1998
- Jesús Moliné Labarte, 4. Mai 1998 – 3. November 2014
- Robert F. Prevost OSA, 26. September 2015 – 30. Januar 2023; dann Präfekt des Dikasteriums für die Bischöfe; seit 8. Mai 2025 Papst Leo XIV.
- Edinson Edgardo Farfán Córdova OSA, seit dem 14. Februar 2024